# It's a Shame
Singles de The Spinners
Message from a Black Man
(1970) We'll Have It Mad
(1971)
It's a Shame est un single interprété par le groupe The Spinners et écrit par Stevie Wonder, Lee Garrett et Syreeta Wright. Sortie le 11 juin 1970 sur le label discographique V.I.P. Records (Motown), la chanson est extraite de l'album 2nd Time Around (1970).
Grandmaster Flash and the Furious Five, Monie Love ou encore R. Kelly ont samplé cette chanson.